# Thrypticus squamiciliatus
Thrypticus squamiciliatus är en tvåvingeart som beskrevs av Harmston och Wilhelm Ludwig Rapp 1968. Thrypticus squamiciliatus ingår i släktet Thrypticus och familjen styltflugor.
Artens utbredningsområde är Nebraska. Inga underarter finns listade i Catalogue of Life.